# Kumi Tanioka
Kumi Tanioka (谷岡 久美, Tanioka Kumi) est une compositrice et pianiste japonaise de musique de jeu vidéo. Elle est diplômée de l'Université de Kobe avec un diplôme en interprétation musicale et a commencé à travailler comme compositrice de jeux vidéo en 1998. Elle a rejoint le développeur et éditeur de jeux vidéo Square la même année et a travaillé sur plus de 15 jeux pour eux avant de partir en tant que compositrice indépendante en 2010.

## Biographie

### Début de la vie
Tanioka est née à Hiroshima, au Japon, où elle a étudié la musique et la composition à l'école et aimait écouter de la musique de jeu vidéo car son jeune frère était un gamer. Parmi les compositeurs avec lesquels elle s'est familiarisée figuraient les employés de Square Hitoshi Sakimoto, Nobuo Uematsu et Kenji Ito. Ses compositeurs classiques préférés à l'époque étaient Piotr Paleczny et Hiromi Uehara. Tanioka a fréquenté l'Université de Kobe, où elle a étudié la musique et rejoint une chorale. Elle a obtenu un diplôme en interprétation musicale. Bien qu'elle ait prévu de faire carrière dans la musique, à l'université, elle s'est davantage intéressée à la composition qu'à la performance et à la composition de jeux vidéo en raison de son vécus d'enfance. Après avoir obtenu son diplôme, elle rejoint Square (aujourd'hui Square Enix) en tant que compositrice en 1998.

### Carrière
Sa première partition était la bande originale de The Fallen Angels de 1998, du développeur Steel Hearts, qu'elle a composée avec Masaki Izutani. Cette même année, elle rejoint Square et compose pour eux sa première bande originale du jeu Chocobo's Dungeon 2, avec Yasuhiro Kawakami, Tsuyoshi Sekito et Kenji Ito. Son second travail sur la franchise était aussi sa première bande originale en solo, celle de Dice de Chocobo, une adaptation vidéoludique d'un jeu de société. Elle a composé pour deux autres projets au cours des deux années suivantes, All Star Pro-Wrestling avec Tsuyoshi Sekito et Kenichiro Fukui et Blue Wing Blitz par elle-même. Son premier rôle majeur dans la composition remonte à 2002, lorsqu'elle était l'une des trois compositrices choisies pour écrire la bande originale de Final Fantasy XI . Bien qu'elle n'ait pas contribué plus d'une chanson aux multiples extensions du jeu, elle a rejoint pendant cette période The Star Onions, un groupe composé de compositeurs de Square Enix qui arrange et interprète la musique de Final Fantasy XI. Le groupe a sorti deux albums à ce jour.
Après Final Fantasy XI, Tanioka est revenue sur la série Chocobo pour arranger sa bande d'origine Dice de Chocobo pour le remake du jeu, Chocobo Land: A Game of Dice. Après cela, elle a composé la bande originale de Final Fantasy Crystal Chronicles, ce qui l'a amenée à composer les bandes sonores des cinq autres jeux de la série. Elle a également travaillé sur les bandes sonores de Code Age Commanders, Code Age Brawls, Project Sylpheed et Final Fantasy Fables : Chocobo's Dungeon. Le 28 février 2010, Tanioka a annoncé son départ de Square Enix, à la suite de plusieurs autres compositeurs de Square Enix tels que Kenichiro Fukui, Junya Nakano et Masashi Hamauzu ; elle rejoint le groupe de compositeurs GE-ON-DAN avec de nombreux autres membres comme Nakano. En 2011, elle est devenue l'un des membres fondateurs de Ringmasters, un groupe mondial non exclusif d'artistes et de compositeurs, bien qu'elle ait ensuite quitté le groupe. Elle a composé en 2011 de la musique pour des livres interactifs : Blanche-Neige, Le Vilain Petit Canard, et Hansel et Gretel, avant de fonder sa propre compagnie indépendante, Riquismo, en août 2012. Riquismo n'est pas un studio à part entière et Tanioka continue de travailler de manière indépendante. Tanioka a déclaré qu'elle avait décidé de devenir compositrice indépendante parce qu'elle voulait écrire pour une plus grande variété de sujets. Depuis sa fondation, elle a composé de la musique pour Ragnarok Odyssey, pour laquelle elle a écrit indépendamment de toute musique antérieure de la série Ragnarok.
Contrairement aux bandes sonores des jeux Final Fantasy numérotés, aucune chanson des bandes sonores de Crystal Chronicles ou Chocobo n'est apparue dans les albums de compilation produits par Square Enix. Les chansons des deux séries ne sont également apparues dans aucun des concerts de musique officiels de Final Fantasy, bien que « Morning Sky » de la bande originale de Crystal Chronicles ait été joué lors de la première représentation de Games in Concert à Utrecht, aux Pays-Bas, le 26 novembre 2006. Il a été interprété par Floor Jansen du groupe After Forever et le Metropole Orchestra.

## Style musical et influences

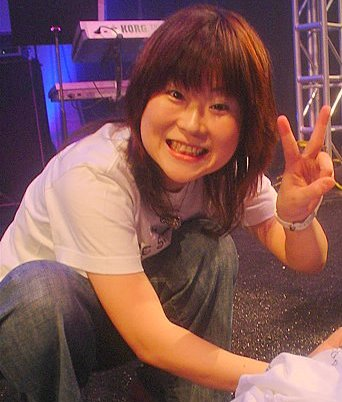
Tanioka en 2007

La signature musicale de Kumi Tanioka, notamment pour les jeux Crystal Chronicles, est celui de la « musiques du monde ». Elle a décrit le style musical de la bande originale de Final Fantasy Crystal Chronicles comme étant basé sur des « instruments anciens ». La bande-son utilise largement de nombreux instruments de musique médiévale et de la Renaissance comme la flûte à bec, le tournebout et le luth, suivant également les pratiques et les styles de la musique médiévale. Elle affirme que l'idée lui est venue en regardant des illustrations du monde du jeu, ce qui lui a donné l'idée de faire de la « musique du monde », où les morceaux ne serait « pas limités à un seul pays ou à une seule culture ». Elle estime que des instruments spécifiques ne doivent pas nécessairement être liés à une région géographique spécifique et essaie de voir, par exemple, comment un instrument indien et un instrument celtique pourraient fonctionner ensemble.
Pour la bande originale de Ring of Fates, Tanioka a essayé de se concentrer sur « la création d'un nouveau paysage contenant la même atmosphère ». Elle a réutiliser des instruments de manière « ethnique » en composant la bande originale d'Echoes of Time. Les performances au piano de la bande originale de Ring of Fates ont été réalisées par Kumi Tanioka, qui l'a fait d'elle-même plutôt que d'utiliser un interprète extérieur comme la plupart des bandes sonores de Final Fantasy parce qu'elle « aime jouer du piano », et elles ont été faites sans aucune partition, car elle préférait plutôt improviser. Elle a pris des cours de piano approfondis dans son enfance et cite l'instrument en question et la musique chorale comme les plus grandes influences sur son style musical. Elle affirme également avoir été influencée par la musique d'une grande variété de cultures, comme la musique indonésienne, irlandaise et balinaise. Tanioka s'est produit en direct lors de plusieurs événements, notamment le VanaCon sur le thème de Final Fantasy XI en 2011 ou le Tokyo Game Show de 2021 pour le remaster de Final Fantasy Crystal Chronicles ; elle aime faire des performances en direct car elle affirme que cela la relie à la réponse de l'auditeur à sa musique, contrairement à la composition où elle ne peut qu'imaginer les réponses du public à l'écoute de sa musique.

## Travaux
Jeux vidéo
- The Fallen Angels (1998) - avec Masaki Izutani
- Chocobo's Dungeon 2 (1998) - avec Yasuhiro Kawakami, Tsuyoshi Sekito et Kenji Ito
- Dice de Chocobo (1999)
- All Star Pro-Wrestling (2000) - avec Tsuyoshi Sekito et Kenichiro Fukui
- Blue Wing Blitz (2001)
- Final Fantasy XI (2002) - avec Naoshi Mizuta et Nobuo Uematsu
- Chocobo Land: A Game of Dice (2002)
- Final Fantasy Crystal Chronicles (2003) - avec Hidenori Iwasaki
- Code Age Commanders (2005) - avec Yasuhiro Yamanaka
- Code Age Brawls (2006)
- Project Sylpheed (2006) - avec Junya Nakano, Kenichiro Fukui, Takahiro Nishi et Keigo Ozaki
- Final Fantasy Crystal Chronicles: Ring of Fates (2007)
- Final Fantasy Fables: Chocobo's Dungeon (2008) - avec Naoshi Mizuta, Junya Nakano, Masashi Hamauzu, Kenji Ito, Ai Kawashima et Yuzo Takahashi
- Final Fantasy Crystal Chronicles: My Life as a King (2008)
- Final Fantasy Crystal Chronicles: Echoes of Time (2009)
- Final Fantasy Crystal Chronicles: My Life as a Darklord (2009)
- Final Fantasy Crystal Chronicles: The Crystal Bearers (2009) - avec Hidenori Iwasaki et Ryo Yamazaki
- Mario Sports Mix (2010) - avec Masayoshi Soken
- Half-Minute Hero: The Second Coming (2011) - avec plusieurs autres
- Harvest Moon 3D: A New Beginning (2012)
- Ragnarok Odyssey (2012)
- MA.YU.MO.RI (2013)
- Super Smash Bros. for Nintendo 3DS / for Wii U (2014) - arrangements avec plusieurs autres
- Kakuriyo no Mon (2015) – (Seulement composé "神代より伝わりし伝承")[8].
- Airship Q (2015)
- Super Smash Bros. Ultimate (2018) – arrangements avec plusieurs autres
- Hyrule Warriors : L'Ère du Fléau (2020) - avec plusieurs autres
- Minecraft: Caves & Cliffs (2021) - avec Lena Raine[9]
- Minecraft: Tricky Trials (2024) - avec Lena Raine et Aaron Cherof

Autre travail
- Blanche-Neige (2011)
- Le vilain petit canard (2011)
- Hansel et Gretel (2011)
- Sky's The Limit: Kumi Tanioka Piano Album Vol.1 (2015)